# Pogononeura (piralídeos)
Pogononeura (Crambidae) é um gênero de mariposa pertencente à família Crambidae.